# Mesostenus grammicus
Mesostenus grammicus är en stekelart som beskrevs av Johann Ludwig Christian Gravenhorst 1829. Mesostenus grammicus ingår i släktet Mesostenus och familjen brokparasitsteklar. Utöver nominatformen finns också underarten M. g. tadzikistor.